# Roxana Ioneac
Roxana Alina Ioneac (n. Joldeș, 31 ianuarie 1989, în Bistrița) este o handbalistă din România care joacă pentru clubul german TPSG Frisch Auf Göppingen pe postul de intermediar stânga.

## Biografie
Roxana Ioneac a început să joace handbal la Liceul cu Program Sportiv Bistrița, sub îndrumarea profesorului Ioan Crăciun. În vara anului 2008, ea s-a transferat la Universitatea Jolidon Cluj și a luat parte la meciurile de pregătire ale formației clujene. Cu 28 de goluri înscrise în patru meciuri, Ioneac a devenit golgheterul competiției amicale la care echipa sa a luat parte în luna august, la Schmeltz, în Germania.
În 2009, Roxana Ioneac a fost convocată la echipa națională B a României, iar în sezonul 2010-2011, ea a jucat primele sale meciuri în competițiile europene, în calificările pentru Liga Campionilor și în Cupa EHF.
În sezonul 2011-2012, Ioneac a fost legitimată la Terom-Z Iași, echipă care evolua în Divizia A, dar care, la sfârșitul anului competițional, a promovat în Liga Națională. Datorită problemelor financiare, Terom-Z nu a putut să se înscrie anul următor în Liga Națională, iar Roxana Ioneac s-a transferat, în septembrie 2012, la HCM Roman. Ulterior, ea a semnat un contract cu echipa SCM Craiova, în decembrie 2013, unde a jucat până la finalul anului competițional. În sezonul 2014-2015, Ioneac s-a transferat la echipa germană HC Leipzig.
În total, Ioneac a evoluat pentru loturile de junioare, tineret și senioare B ale României în 72 de partide, în care a înscris 66 goluri. În martie 2013, ea a fost convocată din nou la echipa națională pentru meciurile de la Trofeul Carpați.